# آنا بون
آنا بون (انگلیسی: Anna Bon; c. ۱۱ اوت ۱۷۳۸ – پس از ۱۷۶۹) آهنگساز و خواننده اپرا اهل ایتالیا بود.